# Aurín
Aurín – miejscowość w Hiszpanii, w Aragonii, w prowincji Huesca, w comarce Alto Gállego, w gminie Sabiñánigo.
Według danych INE z 1999 roku miejscowość zamieszkiwały 34 osoby. Wysokość bezwzględna miejscowości jest równa 1 221 metrów.